# Missionshus

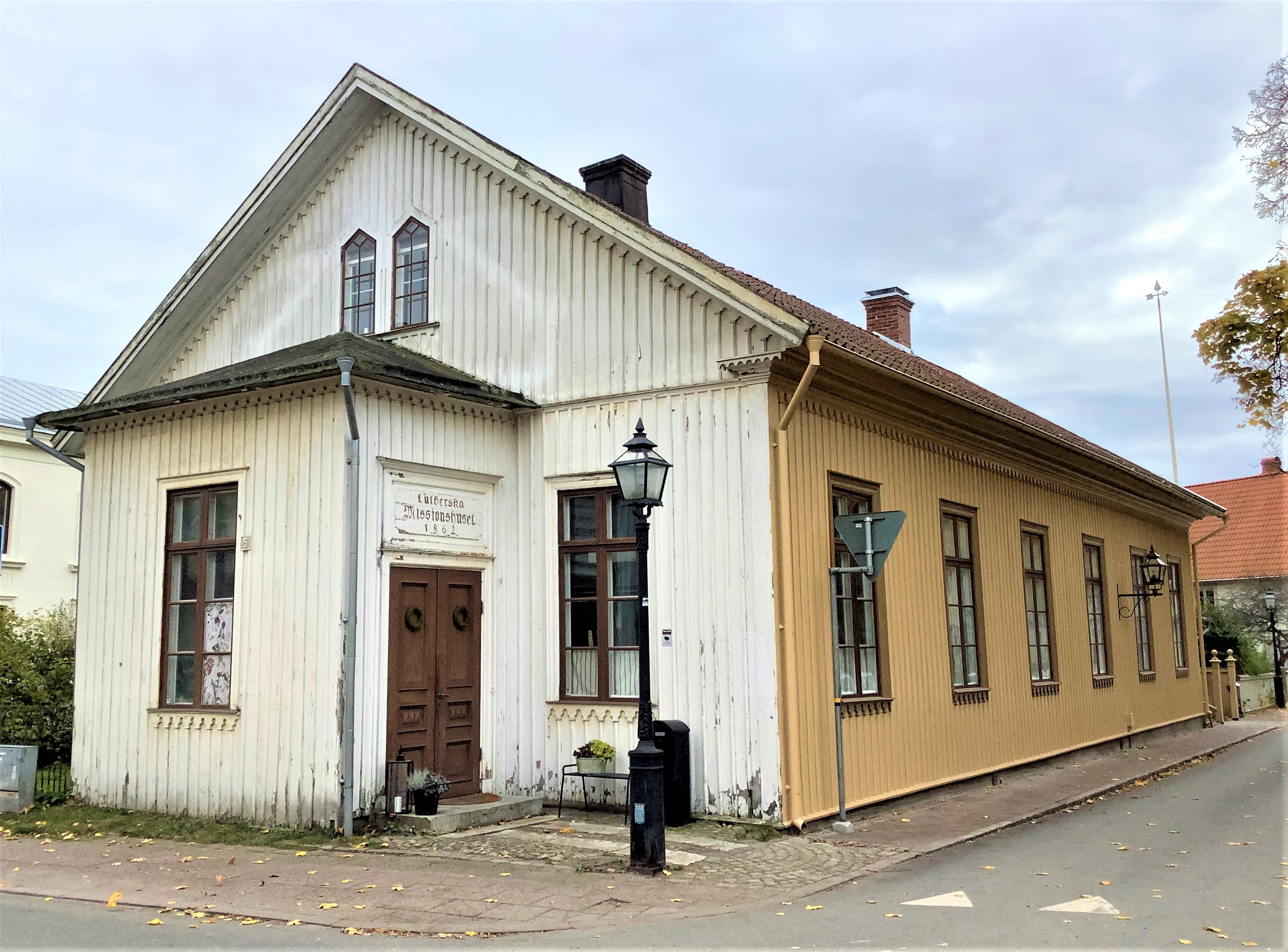
Tidigare lutherska missionshuset i Hjo

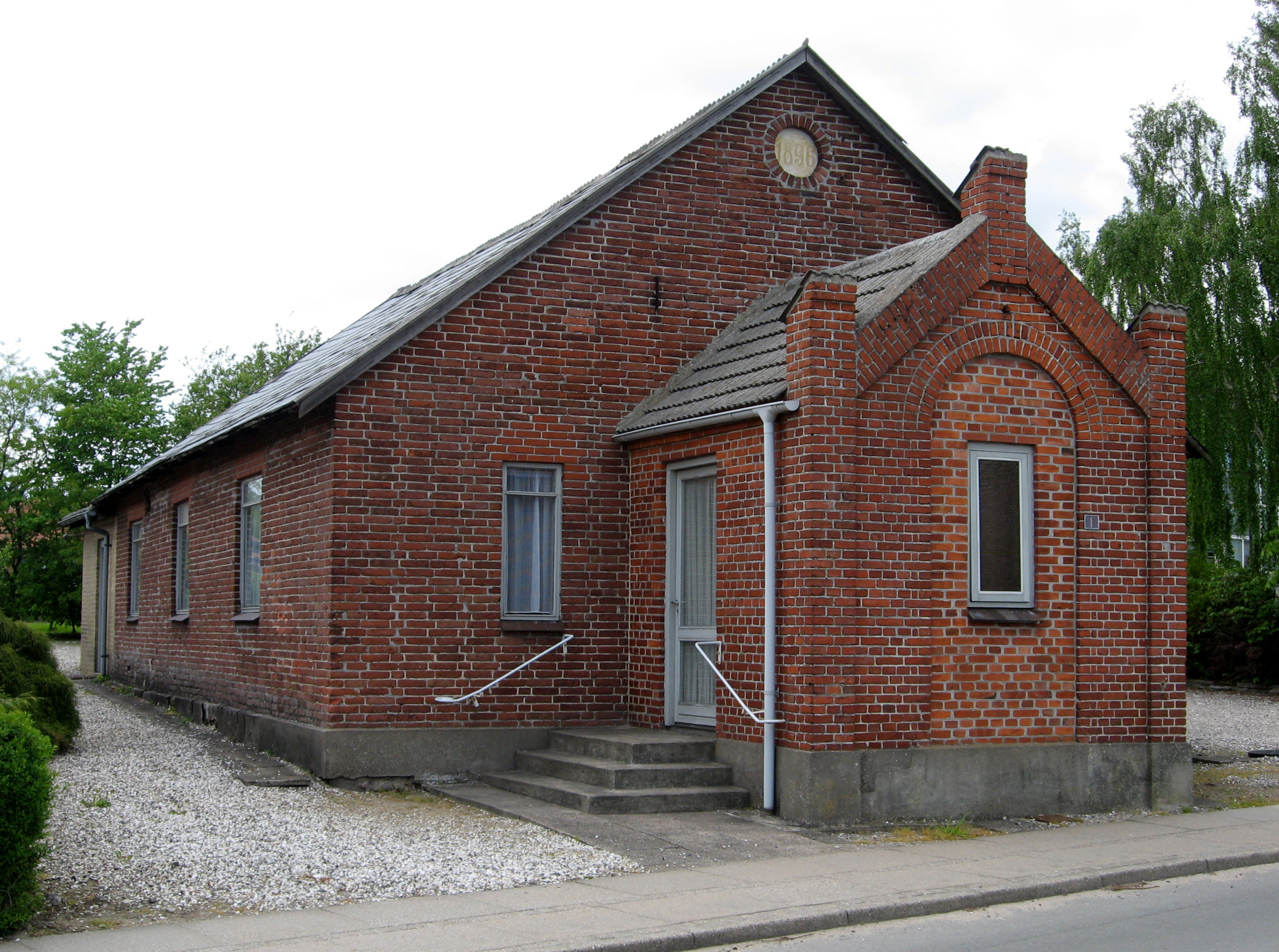
Missionshus i Ørum Djurs, en by i Danmark.

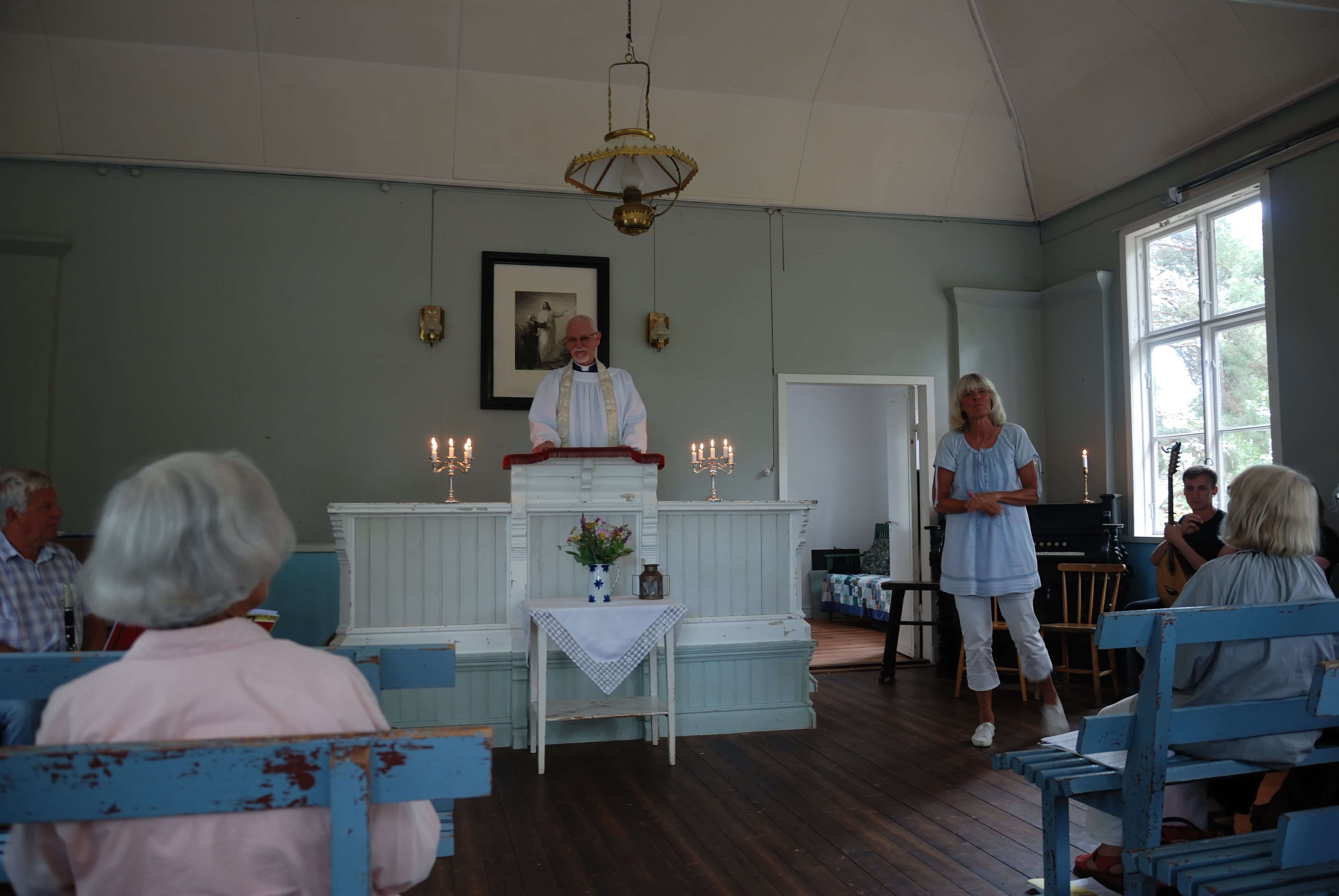
Ingmarsö missionshus i Stockholms skärgård.

Missionshus började byggas i mycket stort antal i hela Sverige och Norge från 1850-talet. De var en följd av en mycket stor folkväckelse, som först åtminstone delvis på grund av Konventikelplakatet höll sig inom Svenska kyrkan, men från 1860-talet blev alltmer självständig. Snabb befolkningsökning under 1800-talet tvingade också fram hundratals nya kyrkor för Svenska kyrkan (se Tegnérlada).

## Historia
Missionshusen kallades ofta för "himlalador" för deras enkla utformning. Ofta fanns ingen värme eller bänkar. Från 1880-talet infördes en del bekvämligheter som värmekaminer. Norge hade kring 1920 över 1 000 missionshus och i Sverige var de ännu fler. Det kunde finnas tre missionshus i en enda by eller socken med några hundra invånare. 1939 var antalet missionshus i Sverige 5 442, varav 4 870 på landsbygden och 572 i städerna.
Missionshusen fick ofta bibliska egennamn som Adelfia, Betania, Betel, Betlehem, Ebeneser, Elim, Emanuel, Emmaus, Filadelfia, Immanuel, Salem, Saron, Sion, Smyrna, Tabernakel (från Tabernaklet) och Tabor. Liknande gudstjänstlokaler inom väckelserörelsen (med ofta också bibliska egennamn som ovan) kunde/kan utifrån samfund, plats och tid också benämnas missionshydda eller bara hydda, bönhus, kapell, kår och tempel, samt senare även kyrka.
Andra folkliga samlingslokaler vid denna tid var bland andra nykterhetsrörelsens ordenshus och arbetarrörelsens Folkets huslokaler.

## Idag
Benämningen missionshus används fortfarande även inom väckelserörelser som inte bildat egna frikyrkor, såsom EFS och ELM-BV. Begreppet förekommer fortfarande även inom Svenska kyrkan.
De flesta missionshus har i dag ersatts av missionskyrkor, baptistkyrkor och liknande i centralorterna. Pingströrelsen, som började utvecklas först på 1930-talet, startade oftast sin verksamhet i stationssamhällen och inte ute i byarna. Numera tar kyrkorna oftare namn efter sin samfundstillhörighet (såsom Equmeniakyrkan och Pingstkyrkan), sin placering i samhället eller staden (såsom Centrumkyrkan, Citykyrkan och Södermalmskyrkan), eller helt enkelt namn som Korskyrkan, New Life Church och T-way.